# Assemblea Nacional de Corea del Sud
L'Assemblea Nacional de Corea del Sud (coreà: 대한민국 국회) és el parlament unicameral de Corea del Sud, compost per 300 membres elegits cada quatre anys. Aquesta institució té la responsabilitat de legislar, aprovar pressupostos i supervisar les activitats del govern, garantint el funcionament de la democràcia al país. Els diputats són escollits mitjançant un sistema electoral mixt, que combina representació proporcional i circumscripcions uninominals.
L'Assemblea està organitzada en diverses comissions que revisen i debaten les propostes de llei abans de sotmetre-les a votació plenària. Tot i que el sistema polític sud-coreà és presidencialista, l'Assemblea juga un paper essencial en el control de l'executiu i en l'equilibri de poders, amb la capacitat d'investigar alts càrrecs i de supervisar la gestió pública.

## Reeferències
1. ↑  «National Assembly begins new 4-year term» (en anglès), 30-05-2024. [Consulta: 16 desembre 2024].
2. ↑  «DP's Woo Won-shik Elected as Speaker of 22nd National Assembly amid PPP Boycott» (en anglès). [Consulta: 16 desembre 2024].
3. ↑  «old 상임위» (en coreà). Arxivat de l'original el 2024-09-14. [Consulta: 16 desembre 2024].